# مت کینگزلی
مت کینگزلی (به انگلیسی: Matt Kingsley) بازیکن فوتبال زادهٔ ۱۵ نوامبر ۱۸۷۵ اهل کشور انگلستان بود که سابقهٔ بازی در تیم ملی فوتبال انگلستان را در کارنامهٔ خود دارد. وی در تاریخ ۱۸ مارس ۱۹۰۱ تنها بازی ملی خود را در مقابل تیم ملی فوتبال ولز انجام داد.